# فولکلور گیلان
فولکلور گیلان نمونه‌ای قابل توجه از پیوندهای پیچیده بین رسوم قبل از اسلام و رسوم اسلامی است.
به‌طور خاص تلفیق‌گرایی درخت، گاو نر و تخم مرغ در جاهای مقدس نظیر امامزاده و بقعه برای شیعیان و تربت برای اقلیت سنی تالش، و اهمیت عناصر طبیعی در اجرای مراسم مذهبی قابل توجه است. اهمیت درختان بی‌گمان مشخصه‌ای مهم در فولکلور گیلانی است. در این جهان سبز، درختان می‌توانند به خودی خود اشیایی برای پرستش باشند؛ گاهی به عنوان بازماندگان ائمه شناخته می‌شوند و بیشتر شان در کنار پرستش گاه‌ها قرار دارند. این درختان مقدس گاهی بزرگوار، پیر یا آقا دار خوانده می‌شوند. تنه بزرگی دارند و صدای باد از میان شان چون زمزمه به گوش می‌رسد. شیره این درختان عظیم سرخ است و گیلانیان به این دلیل آن را خون امامان می‌دانند. این درختان محل نذر، برای بچه دار شدن یا شفای بیماری‌اند. زائران در پای آنان دخیل می‌بندند، شمع روشن می‌کنند و قربانی می‌کنند. پوشش جنگلی در مراسم عزاداری عاشورا هم نقش مهمی دارد، علم‌ها با چوب شمشاد تزیین می‌شوند. بنا بر یک افسانه غار دیو سپید که تنها راهش از طریق یک جنگل انبوه است، در قلب جنگل در بلندی‌های دانیال در مرز مازندران واقع شده‌است. جنگل هم مهمان نواز، و محلی برای پناه بردن و هم منشأ خطر و جایگاه جن و پری ظاهر می‌شود. جنگل محافظی برای حیات وحش، خصوصاً خرس که نقش برجسته‌ای در فولکلور محلی دارد، دانسته می‌شود.
نازایی بلایی ست که زن باید پاسخگوی آن باشد. به چنین افرادی اجاق‌کور یا مرده شور گفته می‌شود. مراسم سنتی دندن فشون با درآمدن اولین دندان‌های کودک برگزار می‌شود، او را بر سفره‌ای که آینه، قیچی، قرآن، سکه طلا، کتاب، قلم، سوزن و … قرار دارد می‌نشانند و اولین چیزی که از زمین بردارد سرنوشت آینده او را پیش‌گویی می‌کند. مثلاً اگر قرآن را بردارد روحانی می‌شود، اگر قیچی را بردارد آرایشگر می‌شود.
پیرادراستان گیلان صورت‌های متفاوتی از نمایش و ورزش‌های سنتی وجود داشته و دارد، که بعضی از آن‌ها
از قبیل: نمایش‌های عروسکی؛ خیمه شب بازی وآینه تکم، به‌طوراقتباسی از فرهنگ‌های همسایه گرفته
شده‌است، در حالی که نمایشهایی ازقبیل آهو چره، پیربابو (عروسی گوله)، لال بازی (در تیرماسیزه) و
ورزش‌های سنتی نظیر؛ کشتی گیله مردی و ورزا جنگ و بند بازی که کارهای یالانچی پهلوان دقیقاً جنبه
نمایشی داشته، ریشه درفرهنگ این مرزوبوم دارد.

## نمایش عروسکی آهو چره
بازی آهو چره تا حدود بیست سال پیش در منطقه شرق گیلان در شمار بازی‌ها و نمایش‌های مقدمه نوروز
انجام می‌شد. در گروه آهو چره که شامل سه نفر، بازیگر نقش آهو، شعرخوان وتوبره کش می‌باشد.
محوربازی، آهو است که با وسایل مختلف، چیزی شبیه سر آهو یا بز درست می‌کردند. برایش شاخ و با
مهره شیشه‌ای چشم می‌گذاشتند. زنگوله به آن می‌آویختند و آن را به سر چوبی قرار می‌دادند.
بازیگر نقش آهو کیسه یا گونی پارچه روی سر می‌کشید، تا بدنش پیدا نشود و از داخل آن کله آهو
را که روی چوبی قرار داشته، بیرون می‌آورد. چنان‌که به هیئت حیوانی درآمده و با آن چوب می
توانست سرش را حرکت بدهد. نفر دوم شعر می‌خواند و با چوبی که در دست داشته، نمایش را هدایت می
کرد. نفر سوم توبره کش بود، که هر سه با هم کوچه به کوچه، به خانه‌های ده رفته و نمایش را اجرا
می‌کردند و هدایایی از مردم می‌گرفتند. شعری که معمولاً خوانده می‌شد از اینقرار بود:
آهو چره، آهو چره، ببین چقدر خوب می چره.
آهو از باغ آمده، چریده و چاق آمده.
آهو مرغانه خوره، صدتا به کمتر نخوره.
به اینجا که می‌رسید، آهو غش می‌کرد و تا تخم مرغ یا چیز دیگری ازصاحبخانه نمی‌گرفت ، حالش جا
نمی‌آمد. بعد از خواندن هربند، همان قسمت اول{آهوچره، آهوچره، ببین چقدر خوب می چره} به صورت واگرد{ترجیع بند} تکرار می‌شد. سپس خواننده بند دیگری را تکرار می‌کرد. با این کارها از صاحبخانه چیزهایی چون: برنج، تخم مرغ و شیرینی می‌گرفتند. این گروه کارشان را از غروب آغاز می‌کردند و در چند روستاو آبادی نزدیک را می‌گشتند.
این نمایش از شرق‌ترین نقاط گیلان تا حدود تنکابن و روستای اطرف آن معمول بوده و امروز نیز کم
وبیش معمول است.

## کشتی گیله مردی
سنت کشتی گرفتن و پهلوانی در همه حوزه‌های فرهنگی ایران پیشه‌ای کهن دارد که درهرجای جغرفیایی با
نام و شیوه‌ای خاص اجرا می‌شود. از قبیل؛ کشتی چوخه خراسانی، کشتی مازندران و کشتی گیله مردی. در
کتاب فتوت نامه سلطانی، از متون قرن نهم هجری آمده‌است: «اگر پرسند که کشتی چند نوع است؛ بگو
دو نوع: اول قبض، دوم اضطرار. اگر پرسند که هر یک چگونه است: بگو: قبض، کشتی گرفتن اهل خراسان
و عراق است که آن را شهری وار گویند و اضطرار، کشتی گیلان و شیروان و بعضی از آذربایجان است و آن
را دیلم وار خوانند.».
آنچه در این متن کشتی «اضطرار» یا «دیلم وار» نامیده شده، همان کشتی گیله مردی است و قدیمی‌ترین
خبرآن درکتاب «احسن التقاسیم فی معرفته الا قالیم»، تألیف مقدسی، درقرن چهارم هجری است. این
ورزش سنتی در گیلان در هفته بازارها و در مراسم عروسی‌های سنتی و در کنار روستاها و شهرهای کوچک
برگزار می‌شود. میدان مصف پهلوانان فضای وسیعی است که «سبزه میدان» یا «سیمبر» نیز نامیده می
شوند. کشتی گیله مردی همانند سایر کشتی‌ها مراتبی دارد ودارای فنون و قوانین خاص و آداب و رسمهایی
است. تازه کاران را «نوچه» و به اصطلاح محلی «تنگوله» می‌نامند و کشتی گیران میدان دیده و کار
آزموده را «پهلوان» خطاب می‌کنند و درهرمحله و روستا نیز یکی از پهلوانان پیش‌کسوت، عنوان «سر
پهلوان» را دارد. برگزاری کشتی روز و زمان مشخص ندارد. معمولاً کشتی گیران هر محل، با نظر سر پهلوان
تصمیم به زور آزمایی می‌گیرند که در این صورت به شهرها و آبادی‌های نزدیک خبر می‌دهند وکشتی گیران
آن نقاط را برای انجام مسابقه دعوت می‌کنند.
مراسم آغاز و نحوه اجرا:
این مراسم دارای آغازی بسیار زیبا و دیدنی است . با صدای ساز و نقاره همه اهالی محل را با خبر می
کنند و جمعیت بسیاری دور میدان کشتی گرد می‌آیند و کشتی گیران هر محل در قسمتی از میدان در کنار هم
قرار می‌گیرند، که به‌طورمنظم و مرتب پهلوانان میزبان و مهمان دور میدان حرکت می‌کنند و درجلوی
هردسته از مهمانان بنا به رسم، روی زانوی چپ خم شده و سر انگشتان دست را به خاک می‌سایند و می
بوسند و بر پیشانی می‌نهند. آغاز مصف کشتی گیران گیلان با رجزخوانی که در اصطلاح محلی «خزومما» یا «
فوز ما» نامیده می‌شود همراه است تعیین هماورد به‌طور آزاد با قبول دعوت به نبرد می‌باشد. پایان
کشتی وقتی است که یکی ازدوطرف جز کف پا، نقطه دیگری از تنش با زمین تماس پیدا کند، که در این صورت
شکست خورده و پهلوان پیروز با جست و خیز میدان را طی می‌کند و گاهی درمیان جمعیت دوران می‌زند
وپول جمع می‌کند و معمولاً دوباره به میدان می‌آید و حریف می‌طلبد. جامه مخصوص کشتی، شلواری پارچه‌ای و تنگ و چسبان است که «لاسپاره» نامیده می‌شود. جایزه کشتی گیران «برم» است و شامل: پارچه،
آینه، کیف پول، دستکش، جوراب، هن، سیب و نارنج و. . . می‌باشد.
در گیلان به ویژه در روستاها، بیشتر از هر جای ایران مهرگان جشن گرفته می‌شود. زمان همه این جشن‌ها مصادف است با پایان فصل برداشت محصولات کشاورزی. در واقع این جشن‌ها مراسم سپاسگزاری از ایزد مهر و بار آوری است که یاور چند هزار سالهٔ دهقانان در امر کاشت و برداشت می‌باشد. در بسیاری از روستاهای گیلان جشن خرمن در این ایام برگزار می‌شود.
در توسکامحله قاسم‌آباد در گیلان هر سال در سه آدینه مردم در شاه شهیدان جمع شده و جشن می‌گیرند. در آدینه آخر که جشن مهرگان اصلی هست مردم بسیاری از شهرها و روستاهای شرق گیلان و غرب مازندران نیز به آنجا می‌آیند. تا حدود بیست سال پیش دختران و پسران روستایی در این روز بهترین لباس‌های خود را، چون ایام نوروز، می‌پوشیدند. مبدأ بسیاری از آشنایی‌ها و احتمالاً پیمان تشکیل خانواده بین دختران و پسران مجرد همین آدینه در توسکامحله بود. در همین ایام در گیلان و مازندران در چندین آدینه پیاپی مراسم کشتی‌گیری برگزار می‌شد و در آدینه آخر با گذاشتن برُم (داربست یا نردبانی که جوایزی مثل پیراهن، ظرف و مشابه را به آن آویزان می‌کردند) به کشتی گیران برنده جایزه می‌دادند. اواخر تابستان و اوایل پاییز، در ایام خرمن محصولات کشاورزی که هوای آفتابی از ضروریات می‌باشد، هرگاه ابر و بارندگی زیاد مانع این کار شود در روستاهای شرق گیلان نوجوانان با رقص و پایکوبی از خورشید می‌خواهند که با تابش گرما آفرین خود کشاورزان را یاری دهد. معمولاً یک نفر با گذاشتن یک دُم که از ساقه برنج درست می‌کنند نقش اهریمن یا همان ایزد ملعون هوم را بازی می‌کند و می‌رقصد و بقیه دورش جمع شده و با دست زدن و هو کردنش هم‌زمان می‌خوانند: «ای خدا آفتاب بنه / منگ منگتاب بنه» و بدینسان خورشید را به تابیدن دعوت می‌کنند. به در هر خانه روستایی که می‌رسند صاحب خانه اندکی برنج در توبره یا کیسه‌ای که به گردن ملعون آویزان هست می‌ریزد. بعد برنج را به بقالی محل داده و او نیز بهای برنج را با نخودچی، کشمش، شکلات یا دیگر تنقلات می‌پردازد.

## نوروز خوانی
یک هفته مانده به شب عید، چند نفر شب هنگام فانوس به دست می‌گرفتند و دو چوب برداشته به هم می‌کوبیدند و به حیاط خانه مردم می‌رفتند. به در هر خانه‌ای که می‌رسیدند اجازه نوروزخوانی می‌گرفتند. بعد از آن صاحب خانه هدیه ای مثل پول، برنج یا تخم مرغ به آن‌ها می‌داد.